# لورتو، مارکه
لورتو، مارکه (به ایتالیایی: Loreto) یک شهرک و کومونه در ایتالیا است که در استان آنکونا واقع شده‌است.

## خصوصیات
لورتو ۱۷٫۶۹ کیلومترمربع مساحت و ۱۲٬۲۷۸ نفر جمعیت دارد و ۱۲۷ متر بالاتر از سطح دریا واقع شده‌است.

## خواهرخوانده
شهرهای آلتوتیگ، چستوهووا، ناصره، ایسترا، لوردس و فاتیما خواهرخوانده‌های لورتو، مارکه هستند.

## نگارخانه

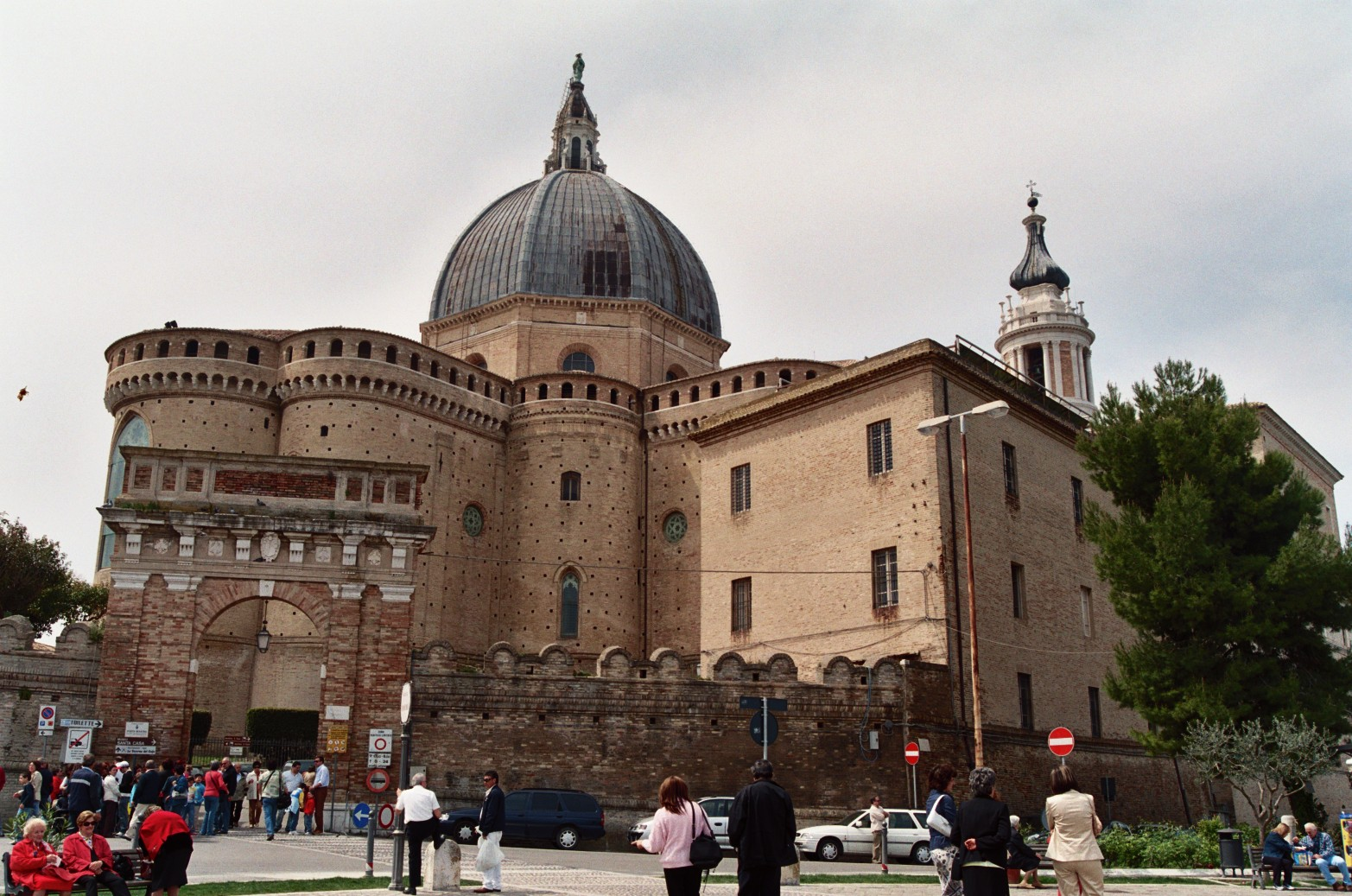
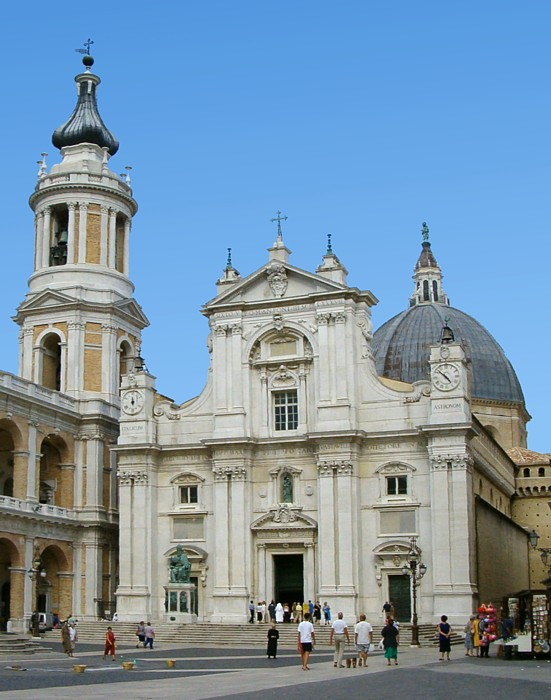